# کاوانه، شیزوئوکا
کاوانه، شیزوئوکا (به لاتین: Kawane) یک منطقهٔ مسکونی در ژاپن است که در ناحیه چوبو واقع شده‌است. کاوانه ۶٬۲۳۶ نفر جمعیت دارد.